# Mount Rowland
Mount Rowland är ett berg i Antarktis. Det ligger i Östantarktis. Nya Zeeland gör anspråk på området. Toppen på Mount Rowland är 1 496 meter över havet.
Terrängen runt Mount Rowland är kuperad åt nordost, men åt sydväst är den bergig. Trakten är obefolkad. Det finns inga samhällen i närheten. 